# Henrique Oliveira
José Henrique Oliveira (Florianópolis, 16 de outubro de 1960) é um apresentador de TV e radialista e político brasileiro que foi vice-governador do Amazonas.

## Dados biográficos
Filho de Benedito Milton Oliveira e Erne Irene Fuhrmann Oliveira. Formado em Engenharia de Minas pela Universidade Federal de Pernambuco em 1982 e em Economia pela Universidade Católica de Pernambuco em 1984, começou sua carreira política no movimento estudantil quando morava no Recife quando, por vínculos com o PDS, presidiu a Ação Democrática Estudantil e foi vice-presidente da Juventude Democrática Social. Após migrar para Brasília foi chefe de gabinete dos deputados Francisco Küster e José Mendonça de Morais a partir das eleições de 1986.
Anos mais tarde foi morar no Amazonas onde se estabeleceu como radialista, repórter e apresentador de TV a partir de 1994 e sob tal condição trabalhou para a TV Amazonas, TV Cultura do Amazonas, TV Rio Negro e Inova TV. Filiado ao PP elegeu-se vereador em Manaus em 2008 e após mudar para o PR foi eleito deputado federal em 2010 e foi derrotado ao buscar a prefeitura de Manaus em 2012. Em sua mais recente filiação partidária rumou para o SD e por esta legenda foi eleito vice-governador do Amazonas em 2014 na chapa de José Melo.
Em 4 de maio de 2017 o Tribunal Superior Eleitoral cassou a chapa Melo/Oliveira por cinco votos a dois por compra de votos.